# Baron Tollemache

Wappen der Barone Tollemache

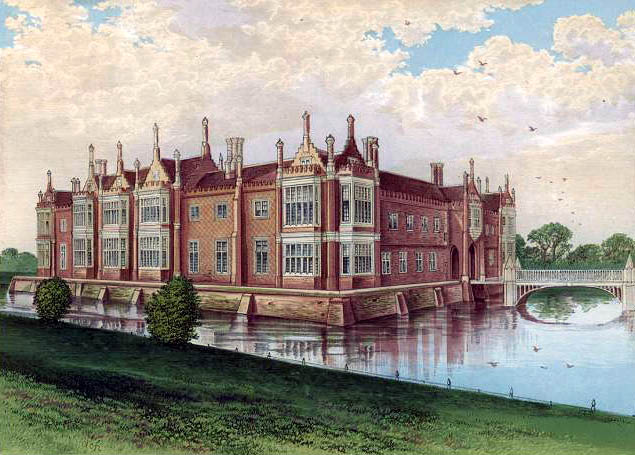
Helmingham Hall um 1880

Baron Tollemache (/ˈtɒlmæʃ/), of Helmingham Hall in the County of Suffolk, ist ein erblicher britischer Adelstitel in der Peerage of the United Kingdom.
Die territoriale Widmung des Titels bezieht sich auf den Familiensitz der Barone, Helmingham Hall bei Stowmarket in Suffolk.

## Verleihung
Der Titel wurde am 17. Januar 1876 für den ehemaligen konservativen Unterhausabgeordneten John Tollemache (geb. John Halliday) geschaffen. Er war der Enkel einer Tochter des Lionel Tollemache, 4. Earl of Dysart und hatte 1821 den Familiennamen und das Wappen seines Urgroßvaters angenommen.
Heutiger Titelinhaber ist seit 1975 sein Ur-urenkel Timothy Tollemache als 5. Baron.

## Liste der Barone Tollemache (1876)
- John Tollemache, 1. Baron Tollemache (1805–1890)
- Wilbraham Tollemache, 2. Baron Tollemache (1832–1904)
- Bentley Tollemache, 3. Baron Tollemache (1883–1955)
- John Tollemache, 4. Baron Tollemache (1910–1975)
- Timothy Tollemache, 5. Baron Tollemache (* 1939)

Titelerbe (Heir Apparent) ist der ältere Sohn des aktuellen Titelinhabers, Hon. Edward Tollemache (* 1976).